# Кріс Слейд
 Кріс Слейд  (англ. Chris Slade; справжнє ім'я Крістофер Рис, англ. Christopher Rees; 30 жовтня 1946, Понтипрідд, Ґламорґан, Південний Уельс) — британський барабанщик.

## Життєпис
Відомий за співпраці з багатьма виконавцями: Гарі Ньюмен, Том Джонс, Uriah Heep. Був учасником групи  Manfred Mann's Earth Band  з 1972 по 1978 роки. У 1980-ті роки грав у групі The Firm. Співпрацював з Девідом Гилмором.
Найбільшу популярність він отримав, граючи в групі AC/DC, куди його запросили у 1989 після відходу Саймона Райта. Спочатку планувалося, що Слейд буде запрошений тимчасово, а потім, вже під час запису альбому, йому запропонували залишитися. З ним група записала альбом The Razors Edge і відіграла що пішов за ним тур, і також пісня гурту Big Gun. Після чотирьох років перебування в групі Слейд вирішив покинути склад, не чекаючи звільнення, після того як брати Янги помирилися з колишнім барабанщиком Філом Раддом.
Після цього Слейд провів кілька років у сільській місцевості Великої Британії, поки у 1999 році не отримав пропозицію від Джеффа Даунса з британської прог-рок-гурту Asia. Слейд грав у гурті шість років, і покинув її у вересні 2005.
|  | Це незавершена стаття про музиканта або музикантку. Ви можете допомогти проєкту, виправивши або дописавши її. |

1. ↑  Єдиний державний реєстр юридичних осіб та фізичних осіб-підприємців — 1988.